# Lukas Buchli
Lukas Buchli (ur. 17 lipca 1979) – szwajcarski kolarz górski.

## Kariera
Największy sukces w karierze Lukas Buchli osiągnął 5 października 2008 roku we francuskim Ornans. W zawodach Pucharu Świata w maratonie zajął tam drugie miejsce, za Kolumbijczykiem Héctorem Páezem, a przed Niemcem Karlem Plattem. Był ponadto szósty na mistrzostwach świata w maratonie MTB w Oisans w 2006 roku oraz siódmy na mistrzostwach świata w maratonie MTB w Kirchbergu. Nigdy nie brał udziału w igrzyskach olimpijskich. 